# Baccialia, Cetatea Albă
Baccialia (în ucraineană Баштанівка, transliterat: Baștanivka, în rusă Баштановка, transliterat: Baștanovka) este un sat în raionul Tatarbunar din regiunea Odesa (Ucraina). Are 932 locuitori, preponderent ucraineni.
Satul este situat la o altitudine de 27 metri, în partea de vest a raionului Tatarbunar. El se află la o distanță de 15 km sud-vest de centrul raional Tatarbunar. Teritoriul acestei localități este traversat de râul Nerușai, care se varsă în Dunăre, în dreptul localității Caracica.
Până în anul 1947 satul a purtat denumirea oficială de Baccialia (în ucraineană Бакчалія sau Бакшала), în acel an el fiind redenumit Баштанівка.

## Istoric
Satul Baccialia a fost fondat în anul 1806 de către țăranii moldoveni fugiți de pe moșiile din Basarabia.
Prin Tratatul de pace de la București, semnat pe 16/28 mai 1812, între Imperiul Rus și Imperiul Otoman, la încheierea războiului ruso-turc din 1806 – 1812, Rusia a ocupat teritoriul de est al Moldovei dintre Prut și Nistru, pe care l-a alăturat Ținutului Hotin și Basarabiei/Bugeacului luate de la turci, denumind ansamblul Basarabia (în 1813) și transformându-l într-o gubernie împărțită în zece ținuturi (Hotin, Soroca, Bălți, Orhei, Lăpușna, Tighina, Cahul, Bolgrad, Chilia și Cetatea Albă, capitala guberniei fiind stabilită la Chișinău).
Pentru a-și consolida stăpânirea asupra Basarabiei, autoritățile țariste au sprijinit începând de la începutul războiului stabilirea în sudul Basarabiei a familiilor de imigranți bulgari și găgăuzi din sudul Dunării, aceștia primind terenuri de la ocupanții ruși ai Basarabiei. În sat s-au așezat apoi cazaci de la gurile Dunării și țărani iobagi fugiți de pe moșii din provinciile centrale din Rusia.
În urma Tratatului de la Paris din 1856, care încheia Războiul Crimeii (1853-1856), Rusia a retrocedat Moldovei o fâșie de pământ din sud-vestul Basarabiei (cunoscută sub denumirea de Cahul, Bolgrad și Ismail). În urma acestei pierderi teritoriale, Rusia nu a mai avut acces la gurile Dunării. În urma Unirii Moldovei cu Țara Românească din 1859, acest teritoriu a intrat în componența noului stat România (numit până în 1866 "Principatele Unite ale Valahiei și Moldovei"). În urma Tratatului de pace de la Berlin din 1878, România a fost constrânsă să cedeze Rusiei sudul Basarabiei.
După Unirea Basarabiei cu România la 27 martie 1918, satul Baccialia a făcut parte din componența României, în Plasa Chilia-Nouă a județului Ismail. Pe atunci, majoritatea populației era formată din români, existând și comunități de ruși și ucraineni. La recensământul din 1930, s-a constatat că din cei 1.160 locuitori din sat, 697 erau români (60.09%), 230 ruși (19.83%), 213 ucraineni (18.36%), 4 bulgari și 3 evrei. La 1 ianuarie 1940, din cei 1.434 locuitori ai satului, 795 erau români (59.44%), 637 ruși (44.42%) și 2 bulgari.
Ca urmare a Pactului Ribbentrop-Molotov (1939), Basarabia, Bucovina de Nord și Ținutul Herța au fost anexate de către URSS la 28 iunie 1940. După ce Basarabia a fost ocupată de sovietici, Stalin a dezmembrat-o în trei părți. Astfel, la 2 august 1940, a fost înființată RSS Moldovenească, iar părțile de sud (județele românești Cetatea Albă și Ismail) și de nord (județul Hotin) ale Basarabiei, precum și nordul Bucovinei și Ținutul Herța au fost alipite RSS Ucrainene. La 7 august 1940, a fost creată regiunea Ismail, formată din teritoriile aflate în sudul Basarabiei și care au fost alipite RSS Ucrainene .
În perioada 1941-1944, toate teritoriile anexate anterior de URSS au reintrat în componența României. Apoi, cele trei teritorii au fost reocupate de către URSS în anul 1944 și integrate în componența RSS Ucrainene, conform organizării teritoriale făcute de Stalin după anexarea din 1940, când Basarabia a fost ruptă în trei părți.
În anul 1947, autoritățile sovietice au schimbat denumirea oficială a satului din cea de Baccialia în cea de Baștanîvka. În anul 1954, Regiunea Ismail a fost desființată, iar localitățile componente au fost incluse în Regiunea Odesa.
Începând din anul 1991, satul Baccialia face parte din raionul Tatarbunar al regiunii Odesa din cadrul Ucrainei independente. În prezent, satul are 932 locuitori, preponderent ucraineni.

## Demografie
Componența lingvistică a comunei Baccialia
     Ucraineană (79,08%)
     Română (13,41%)
     Rusă (4,29%)
     Bulgară (2,68%)
     Alte limbi (0,54%)
Conform recensământului din 2001, majoritatea populației comunei Baccialia era vorbitoare de ucraineană (79,08%), existând în minoritate și vorbitori de română (13,41%), rusă (4,29%) și bulgară (2,68%).
1930: 1.160 (recensământ) 
1940: 1.434 (estimare)
2001: 932 (recensământ)